# 遠野町入遠野
遠野町入遠野（とおのまち いりとおの）は、福島県いわき市の大字である。郵便番号は972-0251。

## 地理
いわき市西部の遠野地区に属する。北東で三和町渡戸、北東で三和町合戸、南東で遠野町上根本、南で遠野町大平、南西で田人町石住、北西で石川郡古殿町大久田とそれぞれ隣接する。概ね町村制施行以前の菊多郡入遠野村の流れを汲む地域である。二級水系鮫川支流の入遠野川流域を主な範囲とする。南部の川沿いの平野部に水田や集落が広がるほかは大部分を山林が占める。植田町内に所在するいわき南警察署及び遠野町根岸に所在する常磐消防署遠野分遣所がそれぞれ管轄にあたる。

### 主な字
字
- 東山
- 弁平
- 前田
- 関屋
- 大多田
- 天王
- 中野

- 官沢
- 白鳥
- 久保目
- 貝那夫
- 後台
- 中上
- 南

- 田子内
- 越台
- 諏訪
- 有実
- 中妻
- 平口
- 四条内

- 綱木
- 羽黒
- 暖家
- 中ノ内
- 作
- 落合

### 山岳
- 往生山
- 鶴石山

### 河川
- 入遠野川
  - 冷水川
    - 東山川

  - 作川
  - 細草川
    - 羽黒沢

  - 天王川
    - 諏訪川

  - 官沢川
  - 沢山川
  - 入定川

## 歴史
- 1873年 - 幕府領（一部棚倉藩領）入遠野上村と入遠野下村が合併し、入遠野村が成立する[4]。
- 1879年1月27日 - 入遠野村が福島県内における郡区町村制の施行により菊多郡の村となる[4]。
- 1889年4月1日 - 町村制の施行により入遠野村が上根本村、大平村と合併し、入遠野村が発足する。旧入遠野村域は入遠野村の大字となる。[4]。
- 1896年4月1日 - 菊多郡と周辺郡との合併により石城郡が発足し、石城郡入遠野村となる[4]。
- 1955年3月31日 - 入遠野村が上遠野村と合併し遠野町が発足し、遠野町の大字となる[4]。
- 1966年10月1日 - 遠野町が平市・磐城市・常磐市・勿来市・内郷市、石城郡小川町・四倉町・川前村・田人村・好間村・三和村、双葉郡久之浜町・大久村と合併しいわき市となり、いわき市遠野地区の大字となる[4]。

## 世帯数と人口
2023年10月31日現在の世帯数と人口は以下の通りである。
| 大字         | 世帯数  | 人口  |
| ------------ | ------- | ----- |
| 遠野町入遠野 | 276世帯 | 707人 |

## 小・中学校の学区
市立小・中学校に通う場合、学区は以下の通りとなる。
| 番地 | 小学校               | 中学校               |
| ---- | -------------------- | -------------------- |
| 全域 | いわき市立遠野小学校 | いわき市立遠野中学校 |

## 交通

### 道路
- 福島県道20号いわき上三坂小野線
  - 遠野トンネル
- 一級市道入遠野下市萱線

## 施設
- 旧いわき市立入遠野小学校
- 入遠野公民館
- 遠野オートキャンプ場
- 入遠野ダム